# Tokary-Gajówka
Tokary-Gajówka – gajówka część wsi Tokary położona w Polsce, w województwie mazowieckim, w powiecie siedleckim, w gminie Korczew.
W latach 1975–1998 miejscowość należała administracyjnie do województwa siedleckiego.
Od 1975 do 1985 w gajówce, dzierżawionej od Lasów Państwowych przez Studencki Klub Jeździecki w Warszawie, odbywały się letnie obozy jeździeckie. Obecnie jest ona własnością prywatną.